# Hendrika Bartelds (schip, 1917)
De Hendrika Bartelds is een driemast-gaffeltopzeilschoener die in 1917 werd gebouwd in Nederland. Het schip vaart nu vanuit Kiel als charterschip in de Noordzee en de Oostzee.

## Geschiedenis
De Hendrika Bartelds werd in 1917 gebouwd als haringlogger en werd in 1918 te water gelaten als mr. Johannes Last van rederij Frank Vrolijk te Scheveningen. Sinds begin jaren 1990 vaart de Hendrika Bartelds als charterschip. Het schip veranderde verschillende keren van naam en heette onder andere Dolfyn en Elise. In 1950 wordt het verlengd om meer vracht mee te kunnen nemen. In 2000 werd het schoener overgenomen door Robert en Mirjam Postuma.
Het schip heeft accommodatie voor maximaal 36 personen, verdeeld over 11 verschillende hutten. Tijdens dagtochten is er plek voor 80 personen. Ze is in totaal ruim 49 meter lang, 6,65 meter breed, heeft een diepgang van 2,80 meter en een zeiloppervlak van 645 m².
Regelmatig neemt de Hendrika Bartelds deel aan verschillende zeilevenementen zoals de Tall Ships' Races en de Race of the Classics.